# Giuseppe Gamba (calciatore)
Giuseppe Gamba (Biella, 21 aprile 1909 – ...) è stato un calciatore italiano, di ruolo portiere.

## Carriera
Cresciuto nel Vittoria Biella, nella stagione 1929-1930 debutta con il Novara in Serie B, e disputa tre campionati cadetti per un totale di 89 presenze.
Lasciato il Novara nel 1932, l'anno successivo milita nella Juventus.